# Vĩnh Trạch, An Giang
Vĩnh Trạch là một xã thuộc huyện Thoại Sơn, tỉnh An Giang, Việt Nam.

## Địa lý
Xã Vĩnh Trạch nằm ở phía đông bắc huyện Thoại Sơn, có vị trí địa lý:
- Phía đông giáp xã Vĩnh Chánh và thị trấn Phú Hòa
- Phía tây giáp các xã Vĩnh Phú, Định Mỹ và Định Thành
- Phía nam giáp xã Vĩnh Khánh và xã Vĩnh Chánh
- Phía bắc giáp huyện Châu Thành.

Xã Vĩnh Trạch có diện tích 20,58 km², dân số năm 2019 là 15.309 người, mật độ dân số đạt 744 người/km².

## Hành chính
Xã Vĩnh Trạch được chia thành 7 ấp: Tây Bình, Trung Bình Nhất, Trung Bình Nhì, Trung Bình Tiến, Vĩnh An, Vĩnh Tây và Vĩnh Trung.

## Y tế

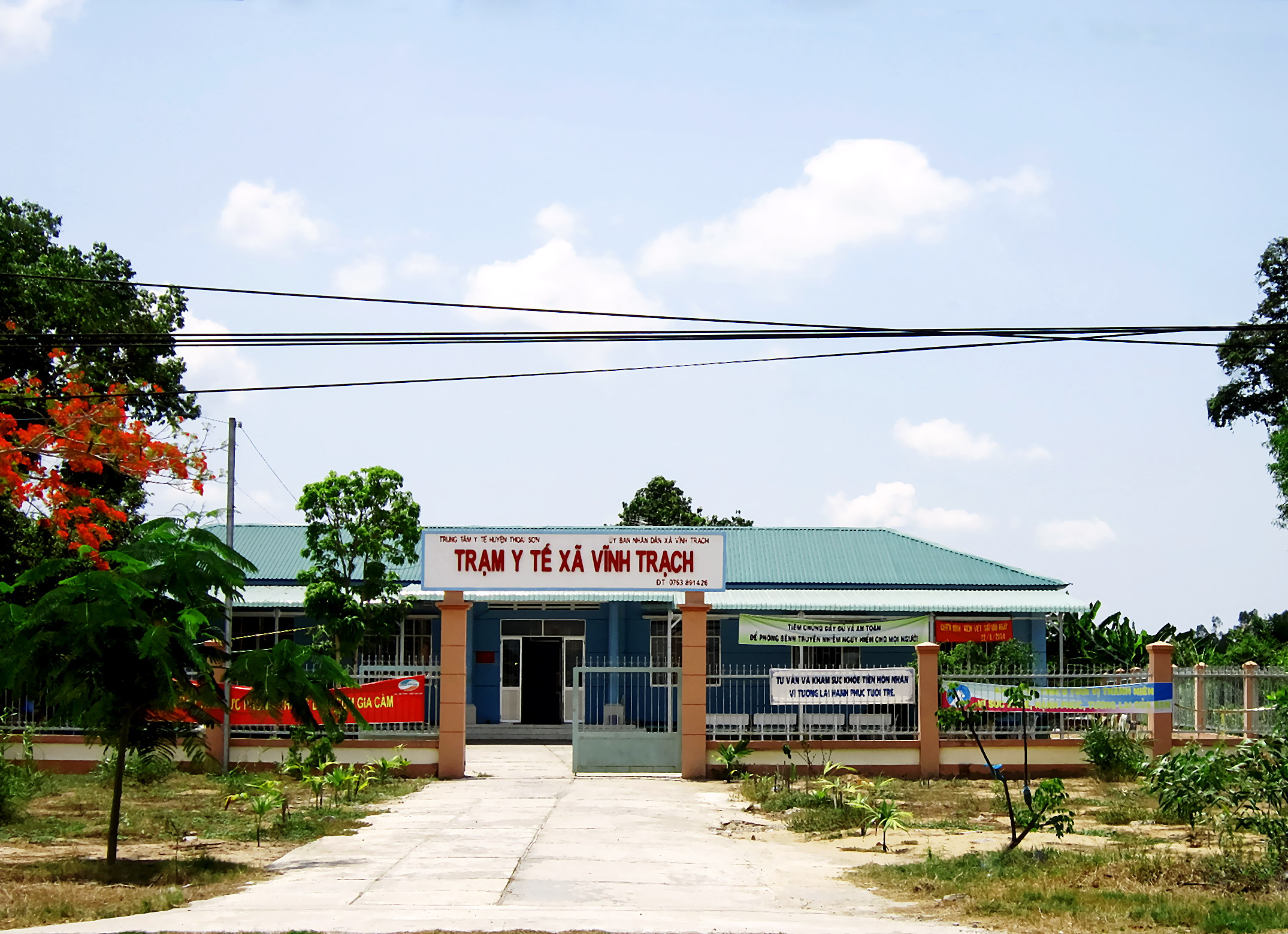
Trạm y tế xã Vĩnh Trạch

## Di tích - Thắng cảnh

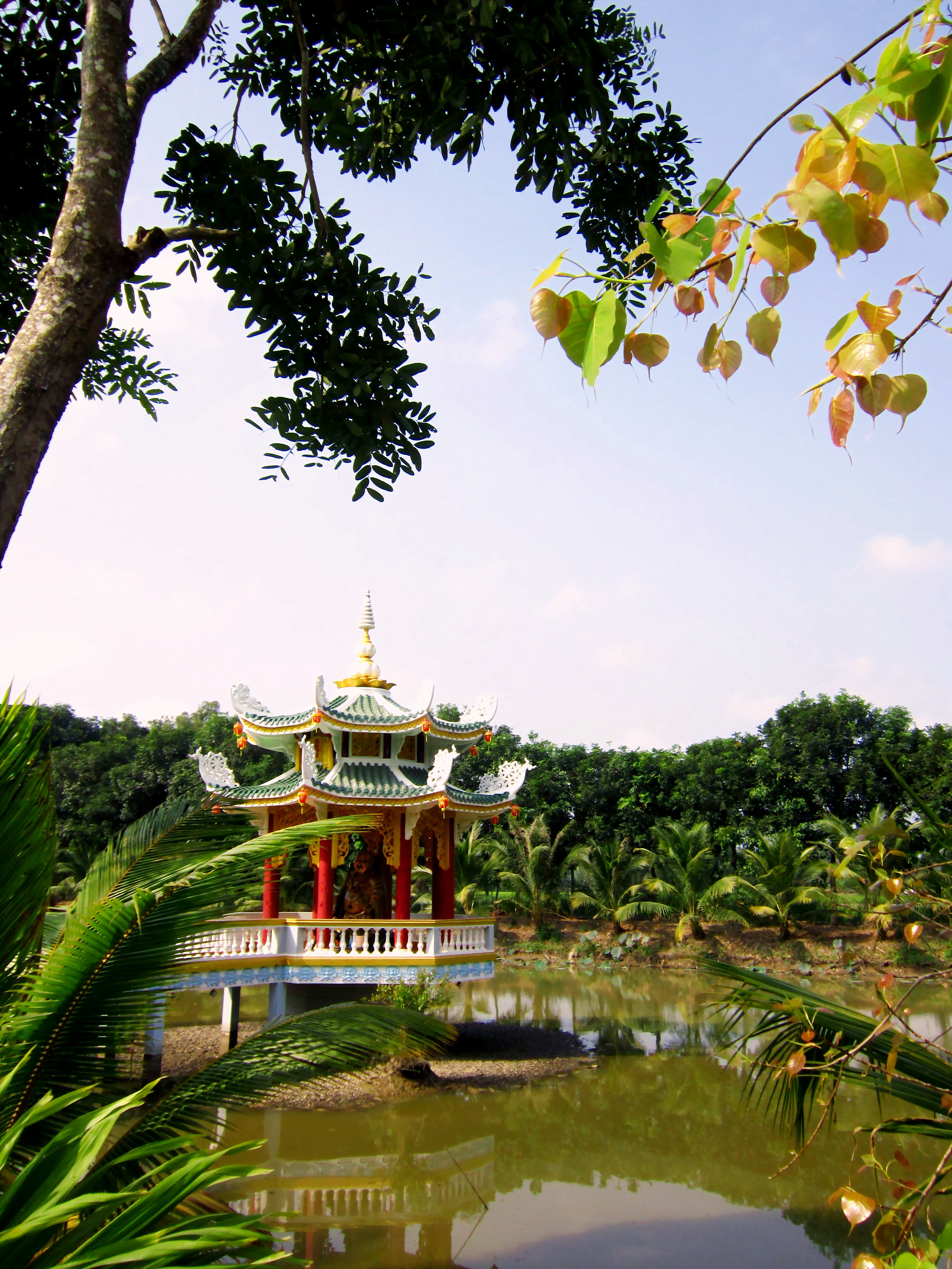
Tiểu đình thờ Phật Di Lặc trong khuôn viên chùa Lan Nhã Kỳ Duyên ở xã Vĩnh Trạch

## Lịch sử
- Quyết định 56-CP[3] ngày 11 tháng 3 năm 1977 của Hội đồng Chính phủ, hợp nhất huyện Huệ Đức và huyện Châu Thành thành một huyện lấy tên là huyện Châu Thành, xã Vĩnh Trạch thuộc huyện Châu Thành
- Quyết định 181-CP[4] ngày 25 tháng 4 năm 1979 của Hội đồng Chính phủ điều chỉnh địa giới và đổi tên một số xã và thị trấn thuộc tỉnh An Giang, sáp nhập một phần các ấp Đông An, Tây Bình A, Tây Bình B của xã Vĩnh Chánh (theo lòng rạch Mạc Cần Vện) vào xã Vĩnh Trạch.
- Quyết định 300-CP[5] ngày 23 tháng 8 năm 1979 của Hội đồng Bộ trưởng, chia huyện Châu Thành thành hai huyện lấy tên là huyện Châu Thành và huyện Thoại Sơn, xã Vĩnh Trạch thuộc huyện Thoại Sơn
- Nghị định 29/2002/NĐ-CP[6] ngày 22 tháng 3 năm 2002 của Chính phủ, thành lập thị trấn Phú Hòa trên cơ sở 523 ha diện tích tự nhiên và 9.033 nhân khẩu của xã Phú Hoà; 220 ha diện tích tự nhiên và 2.056 nhân khẩu của xã Vĩnh Trạch và đổi tên xã Phú Hoà thành xã Phú Thuận.

## Ảnh

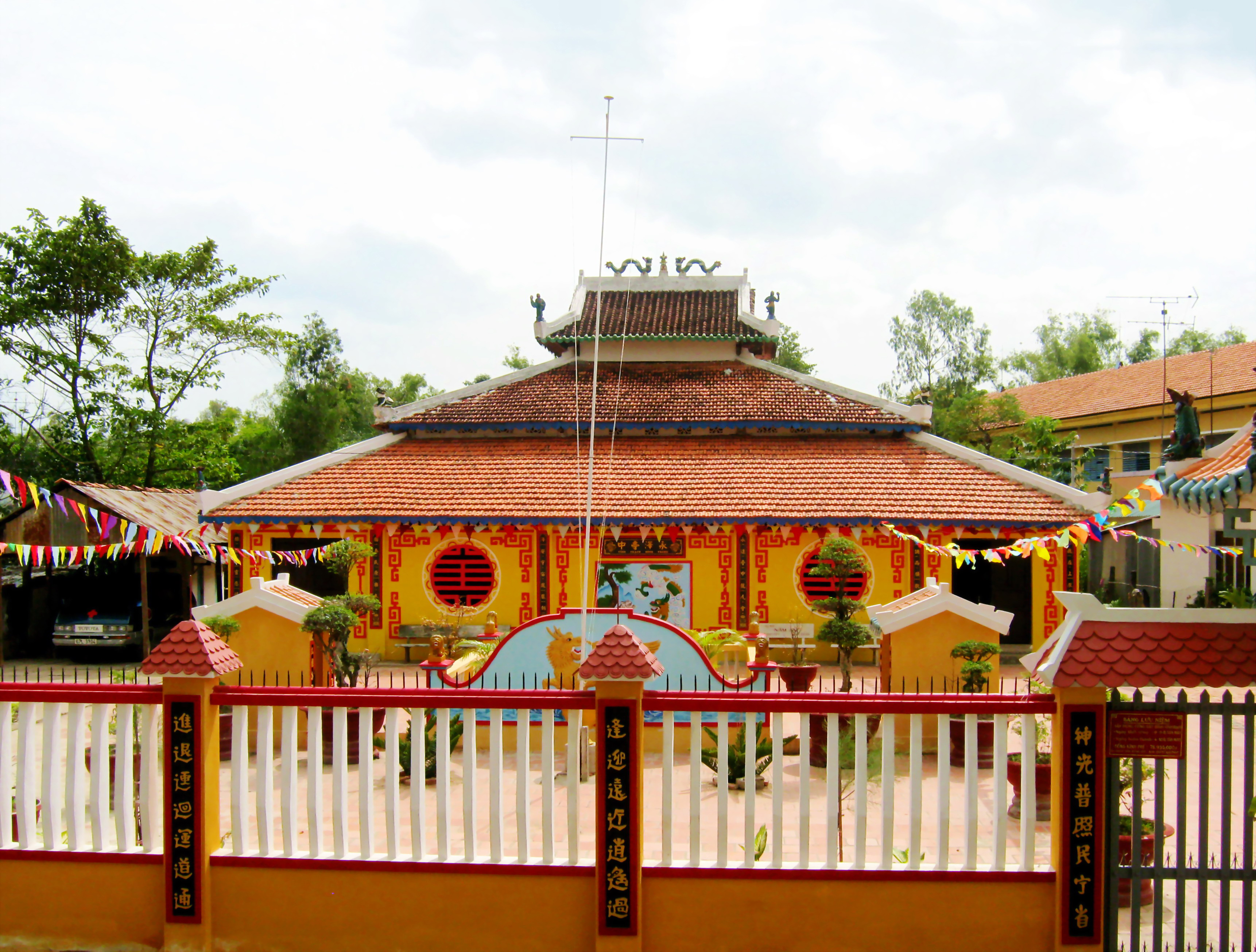
Đình thần Vĩnh Trạch.
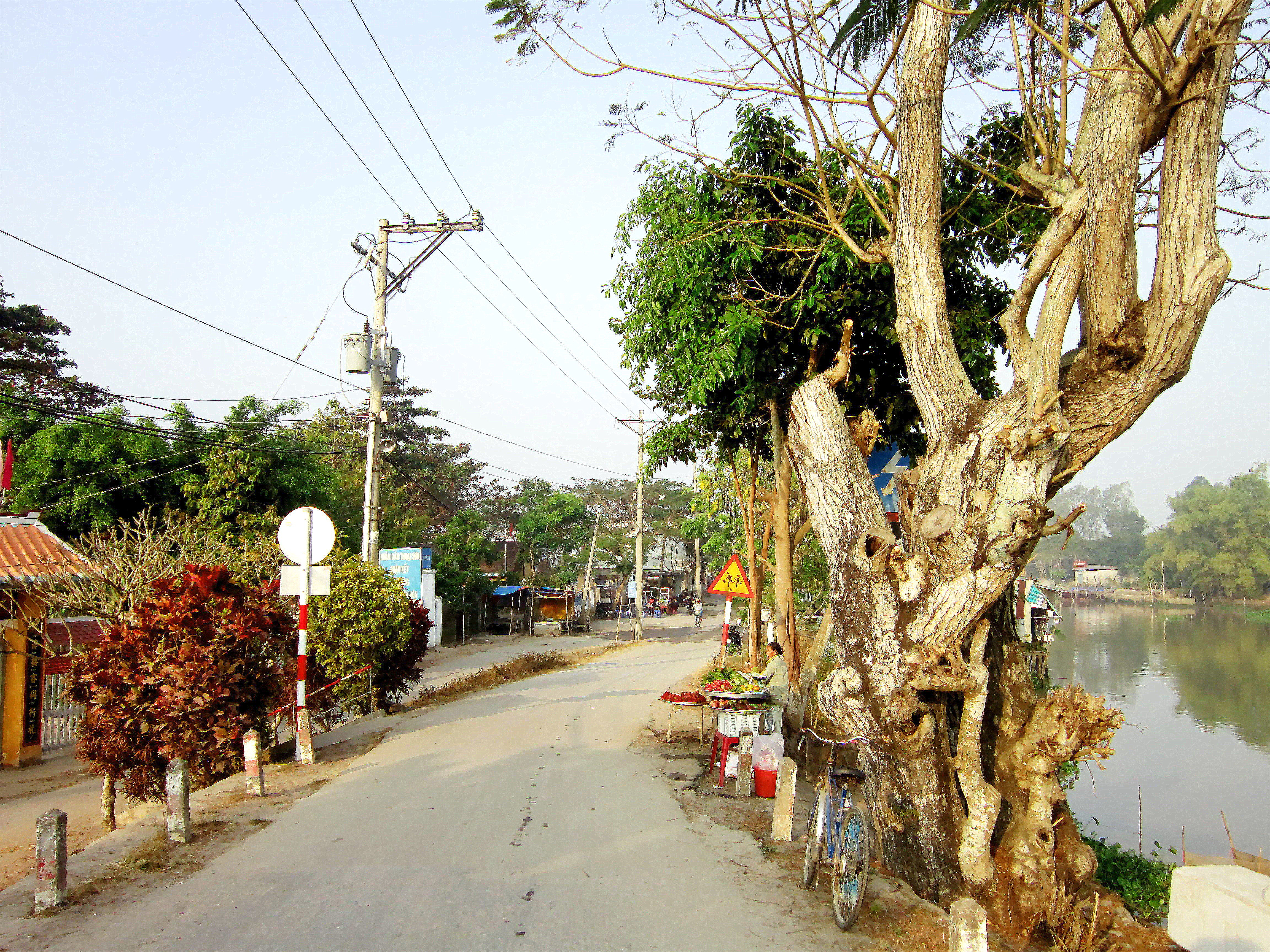
Đường liên ấp ở xã Vĩnh Trạch, đoạn ở trước đình.
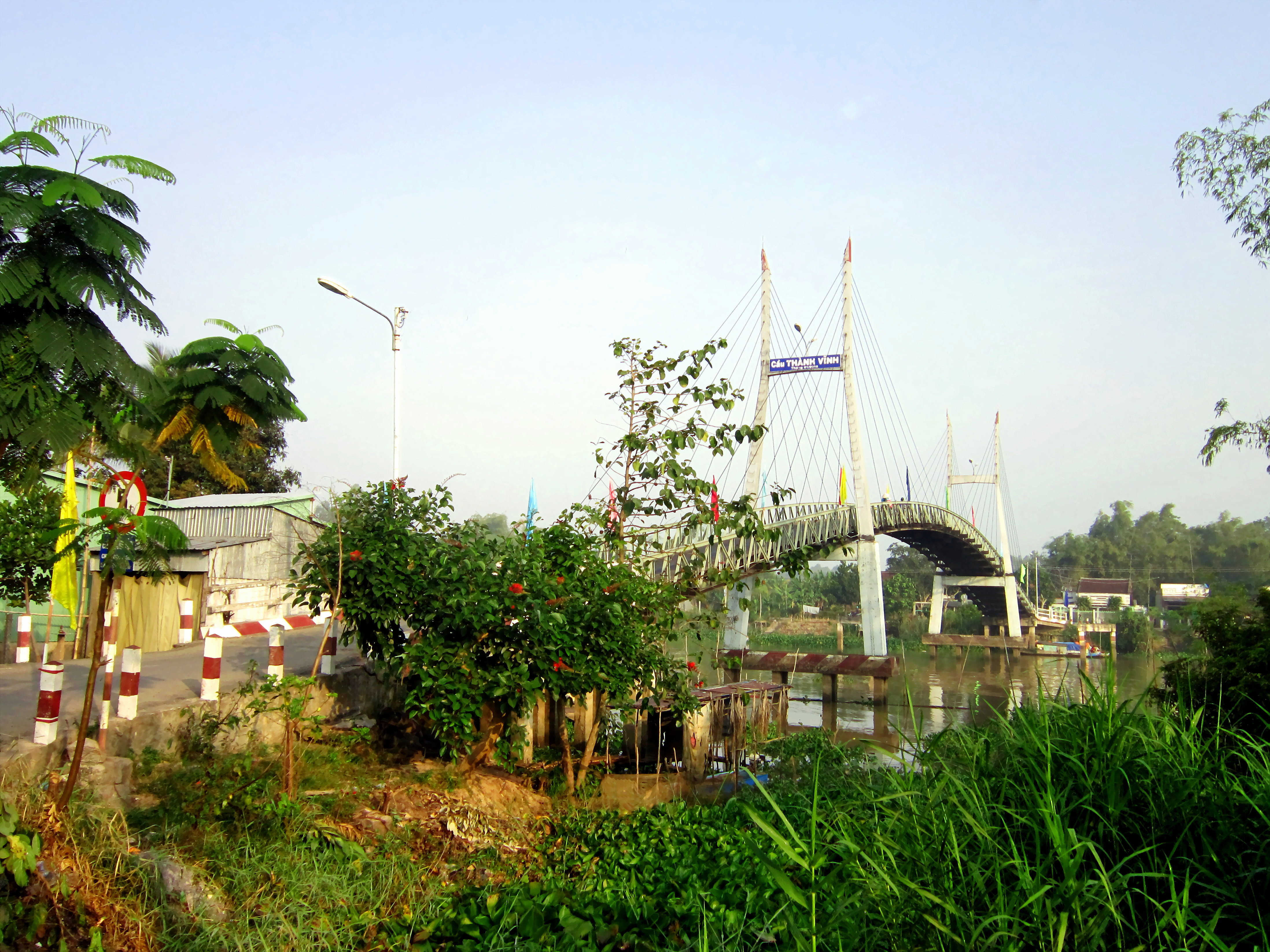
Cầu dây văng Thành Vĩnh ở xã Vĩnh Trạch.
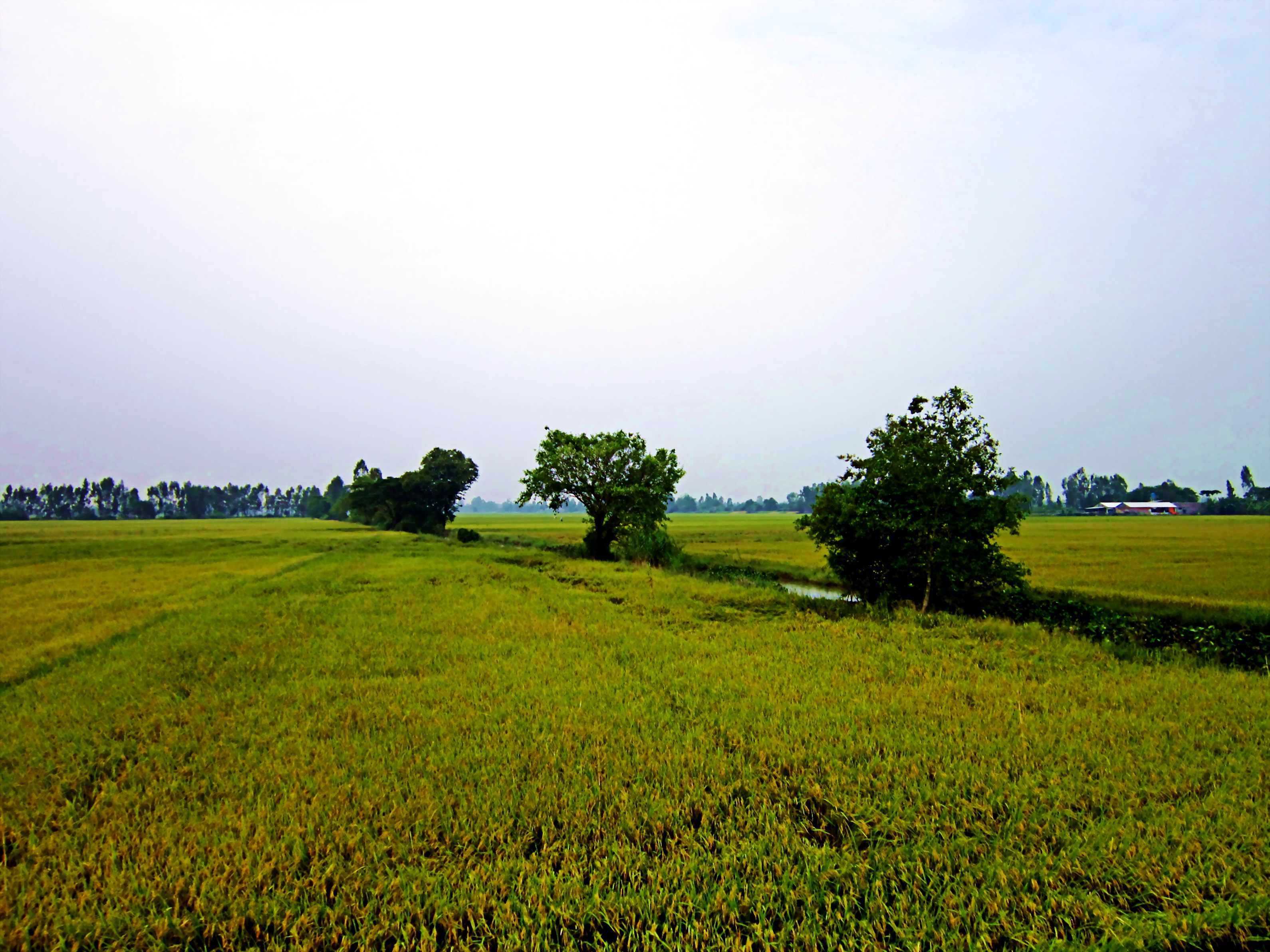
Một trong những đồng lúa rộng lớn ở xã.